# Rally di Gran Bretagna 2001
Il Rally di Gran Bretagna 2001, ufficialmente denominato 57th Network Q Rally of Great Britain, è stata la quattordicesima e ultima prova del campionato del mondo rally 2001 nonché la cinquantasettesima edizione del Rally di Gran Bretagna e la ventottesima con valenza mondiale.

## Riepilogo
La manifestazione si è svolta dal 22 al 25 novembre sulle strade sterrate che attraversano le foreste del Galles meridionale, con base nel capoluogo Cardiff, mentre il parco assistenza venne allestito in località Felindre, a nord di Swansea.
L'evento è stato vinto dal finlandese Marcus Grönholm, navigato dal connazionale Timo Rautiainen, al volante di una Peugeot 206 WRC (2001) della squadra Peugeot Total, davanti alla coppia formata dai connazionali nonché compagni di squadra Harri Rovanperä e Risto Pietiläinen, e a quella britannica composta da Richard Burns e Robert Reid, al volante di una Subaru Impreza WRC2001 della scuderia Subaru World Rally Team.
Con questo risultato Burns si aggiudicò il mondiale piloti con 44 punti diventando il primo inglese a vincere il titolo e precedendo di sole due lunghezze lo scozzese Colin McRae (42) e il finlandese Tommi Mäkinen, terzo a quota 41. Il titolo costruttori venne vinto dalla Peugeot che bissò quindi l'alloro marche conquistato nella precedente stagione.
I britannici David Higgins e Craig Torley, su Subaru Impreza WRX, hanno invece conquistato la vittoria nella Coppa FIA piloti gruppo N, mentre il titolo 2001 di categoria è andato all'argentino Gabriel Pozzo su Mitsubishi Lancer Evo VI, vero protagonista della stagione con cinque vittorie e quattro podi conquistati.
L'equipaggio formato dal francese Sébastien Loeb e dal monegasco Daniel Elena si è aggiudicato infine la sesta e ultima tappa della Coppa FIA piloti Super 1600 alla guida di una Citroën Saxo S1600, avendo già conquistato il titolo nell'appuntamento precedente in Corsica.

## Dati della prova
| Denominazione ufficiale             | Network Q Rally of Great Britain                                      |
| Tappa N°                            | 14 di 14                                                              |
| Edizione N°                         | 57                                                                    |
| Data manifestazione                 | da giovedì 22/11/2001 a domenica 25/11/2001                           |
| Sede ospitante                      | Cardiff (Galles, Regno Unito)                                         |
| Sede del parco assistenza           | Swansea (Galles)                                                      |
| Superficie                          | Sterrato                                                              |
| Direttore di gara                   | Fred Gallagher                                                        |
| Iscritti                            | 121                                                                   |
| Partiti                             | 117                                                                   |
| Arrivati                            | 50 (42,7%)                                                            |
| Prove speciali previste             | 17                                                                    |
| Prove speciali disputate            | 16 (1 cancellata)                                                     |
| Prova più breve                     | 2,45 km (PS1 e PS13: Cardiff Super)                                   |
| Prova più lunga                     | 46,45 km (PS9: Resolfen)                                              |
| Prova più lenta                     | velocità media di 67,17 km/h (PS13: Cardiff Super 2)                  |
| Prova più veloce                    | velocità media di 124,68 km/h (PS2: St. Gwynno)                       |
| Lunghezza prove speciali previste   | 380,86 km                                                             |
| Lunghezza prove speciali disputate  | 354,60 km (21% della distanza totale effettiva - cancellati 20,26 km) |
| Lunghezza complessiva trasferimenti | 1333,91 km                                                            |
| Distanza totale effettiva           | 1688,51 km                                                            |
| Media oraria del vincitore          | velocità media di 104,4 km/h (354,60 km in 3h23'44"8)                 |

## Itinerario
| Frazione   | Data   | Prova  | Ora    | Nome                        | Lunghezza | Totale    |
| ---------- | ------ | ------ | ------ | --------------------------- | --------- | --------- |
| Frazione 1 | 22 nov | PS1    | 19:10  | Cardiff Super 1             | 2,45 km   | 139,71 km |
| Frazione 1 | 23 nov |        | 07:00  | Assistenza – Swansea (20 m) | –         | 139,71 km |
| Frazione 1 | 23 nov | PS2    | 08:26  | St. Gwynno                  | 13,67 km  | 139,71 km |
| Frazione 1 | 23 nov | PS3    | 08:53  | Tyle                        | 10,55 km  | 139,71 km |
| Frazione 1 | 23 nov | PS4    | 09:29  | Rhondda 1                   | 26,47 km  | 139,71 km |
| Frazione 1 | 23 nov |        | 10:52  | Assistenza – Swansea (20 m) | –         | 139,71 km |
| Frazione 1 | 23 nov | PS5    | 12:40  | Crychan                     | 13,06 km  | 139,71 km |
| Frazione 1 | 23 nov | PS6    | 13:04  | Halfway                     | 17,45 km  | 139,71 km |
| Frazione 1 | 23 nov |        | 14:46  | Assistenza – Swansea (20 m) | –         | 139,71 km |
| Frazione 1 | 23 nov | PS7    | 16:03  | Brechfa 1                   | 29,80 km  | 139,71 km |
| Frazione 1 | 23 nov | PS8    | 16:51  | Trawscoed 1                 | 26,26 km  | 139,71 km |
| Frazione 1 | 23 nov |        | 18:27  | Assistenza – Swansea (45 m) | –         | 139,71 km |
|            |        |        |        |                             |           |           |
| Frazione 2 | 24 nov |        | 08:00  | Assistenza – Swansea (20 m) | –         | 132,89 km |
| Frazione 2 | 24 nov | PS9    | 08:55  | Resolfen                    | 46,45 km  | 132,89 km |
| Frazione 2 | 24 nov |        | 10:30  | Assistenza – Swansea (20 m) | –         | 132,89 km |
| Frazione 2 | 24 nov | PS10   | 11:23  | Margam 1                    | 27,93 km  | 132,89 km |
| Frazione 2 | 24 nov |        | 12:36  | Assistenza – Swansea (20 m) | –         | 132,89 km |
| Frazione 2 | 24 nov | PS11   | 13:53  | Brechfa 2                   | 29,80 km  | 132,89 km |
| Frazione 2 | 24 nov | PS12   | 14:41  | Trawscoed 2                 | 26,26 km  | 132,89 km |
| Frazione 2 | 24 nov |        | 17:01  | Assistenza – Swansea (45 m) | –         | 132,89 km |
| Frazione 2 | 24 nov | PS13   | 19:10  | Cardiff Super 2             | 2,45 km   | 132,89 km |
|            |        |        |        |                             |           |           |
| Frazione 3 | 25 nov |        | 07:00  | Assistenza – Swansea (20 m) | –         | 108,26 km |
| Frazione 3 | 25 nov | PS14   | 07:58  | Rheola 1                    | 26,93 km  | 108,26 km |
| Frazione 3 | 25 nov | PS15   | 09:42  | Rhondda 2                   | 26,47 km  | 108,26 km |
| Frazione 3 | 25 nov |        | 11:20  | Assistenza – Swansea (20 m) | –         | 108,26 km |
| Frazione 3 | 25 nov | PS16   | 12:18  | Rheola 2                    | 26,93 km  | 108,26 km |
| Frazione 3 | 25 nov | PS17   | 13:36  | Margam 2                    | 27,93 km  | 108,26 km |
| Frazione 3 | 25 nov |        | 14:34  | Assistenza – Swansea (20 m) | –         | 108,26 km |
| Totale     | Totale | Totale | Totale | Totale                      | Totale    | 380,86 km |

## Risultati

### Classifica
| Pos.                        | Nº       | Pilota             | Copilota           | Auto                        | Squadra                 | Classe     | Tempo     | Distacco | Punti    |
| Generale                    | Generale | Generale           | Generale           | Generale                    | Generale                | Generale   | Generale  | Generale | Generale |
| --------------------------- | -------- | ------------------ | ------------------ | --------------------------- | ----------------------- | ---------- | --------- | -------- | -------- |
| 1.                          | 1        | Marcus Grönholm    | Timo Rautiainen    | Peugeot 206 WRC (2001)      | Peugeot Total           | WRC        | 3h23'44"8 | –        | 10       |
| 2.                          | 16       | Harri Rovanperä    | Risto Pietiläinen  | Peugeot 206 WRC (2001)      | Peugeot Total           | WRC        | 3h26'11"9 | +2'27"1  | 6        |
| 3.                          | 5        | Richard Burns      | Robert Reid        | Subaru Impreza WRC2001      | Subaru World Rally Team | WRC        | 3h27'00"2 | +3'15"4  | 4        |
| 4.                          | 10       | Alister McRae      | David Senior       | Hyundai Accent WRC2         | Hyundai Castrol WRT     | WRC        | 3h30'33"6 | +6'48"8  | 3        |
| 5.                          | 11       | Armin Schwarz      | Manfred Hiemer     | Škoda Octavia WRC Evo2      | Škoda Motorsport        | WRC        | 3h31'16"1 | +7'31"3  | 2        |
| 6.                          | 9        | Kenneth Eriksson   | Staffan Parmander  | Hyundai Accent WRC2         | Hyundai Castrol WRT     | WRC        | 3h31'55"8 | +8'11"0  | 1        |
| 7.                          | 2        | Didier Auriol      | Denis Giraudet     | Peugeot 206 WRC (2001)      | Peugeot Total           | WRC        | 3h32'05"9 | +8'21"1  | -        |
| 8.                          | 12       | Bruno Thiry        | Stéphane Prévot    | Škoda Octavia WRC Evo2      | Škoda Motorsport        | WRC        | 3h34'40"4 | +10'55"6 | -        |
| 9.                          | 26       | Grégoire de Mevius | Jack Boyere        | Peugeot 206 WRC             | Peugeot Team Bel-Lux    | WRC        | 3h38'02"5 | +14'17"7 | -        |
| 10.                         | 21       | Toshihiro Arai     | Tony Sircombe      | Subaru Impreza WRC2001      | Subaru World Rally Team | WRC        | 3h38'51"2 | +15'06"4 | -        |
| Coppa FIA piloti gruppo N   |          |                    |                    |                             |                         |            |           |          |          |
| 1. (11.)                    | 38       | David Higgins      | Craig Torley       | Subaru Impreza WRX          | -                       | N4 / Gr. N | 3h44'56"7 | –        | 10       |
| 2. (12.)                    | 41       | Ramón Ferreyros    | Javier Marín       | Mitsubishi Lancer Evo VI    | -                       | N4 / Gr. N | 3h44'59"5 | +2"8     | 6        |
| 3. (14.)                    | 82       | Alistair Ginley    | Andrew Bargery     | Mitsubishi Lancer Evo VI    | -                       | N4 / Gr. N | 3h50'32"7 | +5'36"0  | 4        |
| 4. (16.)                    | 31       | Stig Blomqvist     | Ana Goñi           | Mitsubishi Lancer Evo VI    | David Sutton Cars Ltd   | N4 / Gr. N | 3h50'41"2 | +5'44"5  | 3        |
| 5. (19.)                    | 46       | Peter Bijvelds     | Piet Bijvelds      | Mitsubishi Lancer Evo VI    | -                       | N4 / Gr. N | 3h57'57"2 | +13'00"5 | 2        |
| 6. (22.)                    | 31       | Oliver Clark       | Richard Pashley    | Mitsubishi Lancer Evolution | David Sutton Cars Ltd   | N4 / Gr. N | 3h58'54"2 | +13'57"5 | 1        |
| Coppa FIA piloti Super 1600 |          |                    |                    |                             |                         |            |           |          |          |
| 1. (15.)                    | 53       | Sébastien Loeb     | Daniel Elena       | Citroën Saxo S1600          | -                       | A6 / S1600 | 3h50'37"3 | –        | 10       |
| 2. (17.)                    | 55       | Niall McShea       | Michael Orr        | Citroën Saxo S1600          | -                       | A6 / S1600 | 3h52'41"0 | +2'03"7  | 6        |
| 3. (22.)                    | 54       | Larry Cols         | Dany Colebunders   | Peugeot 206 S1600           | -                       | A6 / S1600 | 3h59'25"1 | +8'47"8  | 4        |
| 4. (26.)                    | 65       | Alejandro Galanti  | Xavier Amigò Colón | Ford Puma S1600             | -                       | A6 / S1600 | 4h08'31"3 | +17'54"0 | 3        |
| 5. (28.)                    | 72       | Saladin Mazlan     | Timothy Sturla     | Citroën Saxo S1600          | Saladin Rallying        | A6 / S1600 | 4h09'29"8 | +18'52"5 | 2        |
| 6. (29.)                    | 68       | Massimo Ceccato    | Mitia Dotta        | Fiat Punto S1600            | -                       | A6 / S1600 | 4h09'42"4 | +19'05"1 | 1        |

| Principali ritiri | Principali ritiri | Principali ritiri | Principali ritiri | Principali ritiri      | Principali ritiri            | Principali ritiri | Principali ritiri    | Principali ritiri |
| PS                | Nº                | Pilota            | Copilota          | Auto                   | Squadra                      | Classe            | Causa                | Pos. rit.         |
| ----------------- | ----------------- | ----------------- | ----------------- | ---------------------- | ---------------------------- | ----------------- | -------------------- | ----------------- |
| PS 2              | 6                 | Petter Solberg    | Phil Mills        | Subaru Impreza WRC2001 | Subaru World Rally Team      | WRC               | Rottura meccanica    | 2º                |
| PS 2              | 7                 | Tommi Mäkinen     | Kaj Lindström     | Mitsubishi Lancer WRC  | Marlboro Mitsubishi Ralliart | WRC               | Ruota persa          | 18º               |
| PS 2              | 19                | Piero Liatti      | Carlo Cassina     | Hyundai Accent WRC2    | Hyundai Castrol WRT          | WRC               | Trasmissione         | 23º               |
| PS 4              | 4                 | Colin McRae       | Nicky Grist       | Ford Focus RS WRC 01   | Ford Motor Co. Ltd.          | WRC               | Incidente            | 1º                |
| PS 5              | 18                | Markko Märtin     | Michael Park      | Subaru Impreza WRC2001 | Subaru World Rally Team      | WRC               | Motore               | 16º               |
| PS 8              | 20                | Roman Kresta      | Jan Tománek       | Škoda Octavia WRC Evo2 | Škoda Motorsport             | WRC               | Incidente            | 16º               |
| PS 10             | 8                 | Freddy Loix       | Sven Smeets       | Mitsubishi Lancer WRC  | Marlboro Mitsubishi Ralliart | WRC               | Trasmissione         | 12º               |
| PS 11             | 3                 | Carlos Sainz      | Luis Moya         | Ford Focus RS WRC 01   | Ford Motor Co. Ltd.          | WRC               | Ferimento spettatore | 4º                |
| PS 11             | 17                | Mark Higgins      | Bryan Thomas      | Ford Focus RS WRC 01   | Ford Motor Co. Ltd.          | WRC               | Ferimento spettatore | 7º                |

Legenda

Pos. = posizione; Nº = numero di gara; PS = prova speciale; Pos. rit. = posizione detenuta prima del ritiro.
| Icona | Classe                                                                                                 |
| ----- | --- |
| WRC   | Equipaggio di classe A8 (World Rally Car) che può conquistare punti per il campionato costruttori.     |
| WRC   | Equipaggio di classe A8 (World Rally Car) che non può conquistare punti per il campionato costruttori. |
| Gr. N | Equipaggio registrato alla Coppa FIA piloti gruppo N.                                                  |
| S1600 | Equipaggio registrato alla Coppa FIA piloti Super 1600.                                                |
| TC    | Equipaggio registrato alla Coppa FIA squadre (FIA Team Cup).                                           |
|       | Ulteriori classificazioni.                                                                             |

### Prove speciali
| Frazione   | Data   | Prova | Ora   | Nome            | Lunghezza | Vincitori                         | Tempo            | Velocità media | Leader del rally                |
| ---------- | ------ | ----- | ----- | --------------- | --------- | --------------------------------- | ---------------- | -------------- | ------------------------------- |
| Frazione 1 | 22 nov | PS1   | 19:10 | Cardiff Super 1 | 2,45 km   | Colin McRae Nicky Grist           | 2'10"1           | 67,8 km/h      | Colin McRae Nicky Grist         |
| Frazione 1 | 23 nov | PS2   | 08:26 | St. Gwynno      | 13,67 km  | Colin McRae Nicky Grist           | 6'34"7           | 124,7 km/h     | Colin McRae Nicky Grist         |
| Frazione 1 | 23 nov | PS3   | 08:53 | Tyle            | 10,55 km  | Marcus Grönholm Timo Rautiainen   | 5'41"9           | 111,1 km/h     | Colin McRae Nicky Grist         |
| Frazione 1 | 23 nov | PS4   | 09:29 | Rhondda 1       | 26,47 km  | Marcus Grönholm Timo Rautiainen   | 14'09"3          | 112,2 km/h     | Marcus Grönholm Timo Rautiainen |
| Frazione 1 | 23 nov | PS5   | 12:40 | Crychan         | 13,06 km  | Marcus Grönholm Timo Rautiainen   | 7'17"2           | 107,5 km/h     | Marcus Grönholm Timo Rautiainen |
| Frazione 1 | 23 nov | PS6   | 13:04 | Halfway         | 17,45 km  | Marcus Grönholm Timo Rautiainen   | 10'00"1          | 104,7 km/h     | Marcus Grönholm Timo Rautiainen |
| Frazione 1 | 23 nov | PS7   | 16:03 | Brechfa 1       | 29,80 km  | Marcus Grönholm Timo Rautiainen   | 17'23"0          | 102,9 km/h     | Marcus Grönholm Timo Rautiainen |
| Frazione 1 | 23 nov | PS8   | 16:51 | Trawscoed 1     | 26,26 km  | Harri Rovanperä Risto Pietiläinen | 16'51"9          | 93,4 km/h      | Marcus Grönholm Timo Rautiainen |
|            |        |       |       |                 |           |                                   |                  |                | Marcus Grönholm Timo Rautiainen |
| Frazione 2 | 24 nov | PS9   | 08:55 | Resolfen        | 46,45 km  | Marcus Grönholm Timo Rautiainen   | 25'28"1          | 109,4 km/h     | Marcus Grönholm Timo Rautiainen |
| Frazione 2 | 24 nov | PS10  | 11:23 | Margam 1        | 27,93 km  | Marcus Grönholm Timo Rautiainen   | 16'26"2          | 102,0 km/h     | Marcus Grönholm Timo Rautiainen |
| Frazione 2 | 24 nov | PS11  | 13:53 | Brechfa 2       | 29,80 km  | Marcus Grönholm Timo Rautiainen   | 17'12"1          | 103,9 km/h     | Marcus Grönholm Timo Rautiainen |
| Frazione 2 | 24 nov | PS12  | 14:41 | Trawscoed 2     | 26,26 km  | prova cancellata                  | prova cancellata |                | Marcus Grönholm Timo Rautiainen |
| Frazione 2 | 24 nov | PS13  | 19:10 | Cardiff Super 2 | 2,45 km   | Alister McRae David Senior        | 2'11"3           | 67,2 km/h      | Marcus Grönholm Timo Rautiainen |
|            |        |       |       |                 |           |                                   |                  |                | Marcus Grönholm Timo Rautiainen |
| Frazione 3 | 25 nov | PS14  | 07:58 | Rheola 1        | 26,93 km  | Harri Rovanperä Risto Pietiläinen | 15'36"8          | 103,5 km/h     | Marcus Grönholm Timo Rautiainen |
| Frazione 3 | 25 nov | PS15  | 09:42 | Rhondda 2       | 26,47 km  | Marcus Grönholm Timo Rautiainen   | 14'31"6          | 109,3 km/h     | Marcus Grönholm Timo Rautiainen |
| Frazione 3 | 25 nov | PS16  | 12:18 | Rheola 2        | 26,93 km  | Marcus Grönholm Timo Rautiainen   | 15'23"6          | 105,0 km/h     | Marcus Grönholm Timo Rautiainen |
| Frazione 3 | 25 nov | PS17  | 13:36 | Margam 2        | 27,93 km  | Marcus Grönholm Timo Rautiainen   | 16'30"0          | 101,6 km/h     | Marcus Grönholm Timo Rautiainen |

## Classifiche mondiali
Classifica piloti
| Pos. | Pos. | Pilota            | Punti |
| ---- | ---- | ----------------- | ----- |
| 1    | 2    | Richard Burns     | 44    |
| 2    | 1    | Colin McRae       | 42    |
| 3    | 1    | Tommi Mäkinen     | 41    |
| 4    | 2    | Marcus Grönholm   | 36    |
| 5    |      | Harri Rovanperä   | 36    |
| 6    | 2    | Carlos Sainz      | 33    |
| 7    |      | Didier Auriol     | 23    |
| 8    |      | Gilles Panizzi    | 22    |
| 9    |      | François Delecour | 15    |
| 10   |      | Petter Solberg    | 11    |
| 11   |      | Jesús Puras       | 10    |
| 12   | 1    | Armin Schwarz     | 9     |
| 13   | 1    | Freddy Loix       | 9     |
| 14   |      | Sébastien Loeb    | 6     |
| 15   |      | Thomas Rådström   | 6     |
| 16   |      | Toni Gardemeister | 5     |
| 17   | 3    | Alister McRae     | 4     |
| 18   | 1    | Toshihiro Arai    | 3     |
| 19   | 1    | Markko Märtin     | 3     |
| 20   | 1    | Renato Travaglia  | 2     |
| 21   | N    | Kenneth Eriksson  | 1     |
| 22   | 1    | Philippe Bugalski | 1     |
| 23   | 1    | Pasi Hagström     | 1     |
| 24   | 1    | Gabriel Pozzo     | 1     |

Classifica costruttori WRC
| Pos. | Pos. | Squadra                      | Punti |
| ---- | ---- | ---------------------------- | ----- |
| 1    |      | Peugeot Total                | 106   |
| 2    |      | Ford Motor Co. Ltd.          | 86    |
| 3    |      | Marlboro Mitsubishi Ralliart | 69    |
| 4    |      | Subaru World Rally Team      | 66    |
| 5    |      | Škoda Motorsport             | 17    |
| 6    |      | Hyundai Castrol WRT          | 17    |

Legenda: Pos.= Posizione;  N = In classifica per la prima volta.